# Elymus sierrae
Elymus sierrae är en gräsart som beskrevs av Gould. Elymus sierrae ingår i släktet elmar, och familjen gräs. Inga underarter finns listade i Catalogue of Life.